# Croy (Inverness)
Croy (Schots-Gaelisch: Crothaigh) is een dorp in de buurt van Inverness en Nairn in de Schotse lieutenancy Inverness in het raadsgebied Highland met ongeveer 300 inwoners.
Ongeveer 2 kilometer van Croy ligt Kilravock Castle.